# Farm Loop
Farm Loop és una concentració de població designada pel cens dels Estats Units a l'estat d'Alaska. Segons el cens del 2000 tenia 1.067 habitants.

## Demografia
Segons el cens del 2000, Farm Loop tenia 1.067 habitants, 334 habitatges, i 268 famílies La densitat de població era de 46,6 habitants/km².
Dels 334 habitatges en un 47% hi vivien nens de menys de 18 anys, en un 67,1% hi vivien parelles casades, en un 8,4% dones solteres, i en un 19,5% no eren unitats familiars. En el 14,1% dels habitatges hi vivien persones soles el 2,7% de les quals corresponia a persones de 65 anys o més que vivien soles. El nombre mitjà de persones vivint en cada habitatge era de 3,19 i el nombre mitjà de persones que vivien en cada família era de 3,55.
Per edats la població es repartia de la següent manera: un 36,2% tenia menys de 18 anys, un 6,6% entre 18 i 24, un 27,9% entre 25 i 44, un 24,4% de 45 a 60 i un 5% 65 anys o més.
L'edat mediana era de 34 anys. Per cada 100 dones hi havia 104,4 homes. Per cada 100 dones de 18 o més anys hi havia 95,1 homes.
La renda mediana per habitatge era de 55.234 $ i la renda mediana per família de 56.953 $. Els homes tenien una renda mediana de 44.417 $ mentre que les dones 31.705 $. La renda per capita de la població era de 20.880 $. Aproximadament el 6,1% de les famílies i el 7,2% de la població estaven per davall del llindar de pobresa.

## Poblacions més properes
El següent diagrama mostra les poblacions més properes.